# Neocteniza occulta
Neocteniza occulta là một loài nhện trong họ Idiopidae.
Loài này thuộc chi Neocteniza. Neocteniza occulta được Norman I miêu tả năm 1981. Platnick & Shadab.